# William Joynson-Hicks
William Joynson-Hicks, 1. wicehrabia Brentford (ur. 23 czerwca 1865, zm. 8 czerwca 1932) – brytyjski prawnik i polityk, członek Partii Konserwtywnej, minister w rządach Andrew Bonar Lawa i Stanleya Baldwina.

## Życiorys
Urodził się jako William Hicks, syn Henry’ego Hicksa i Harriett Watts. Wykształcenie odebrał w Metchant Taylors’ School w Londynie.
12 czerwca 1895 r. w kościele św. Małgorzaty w Londynie poślubił Gracy Lynn Joynson, córkę Richarda Joynsona. Zmienił wówczas nazwisko na „Joynson-Hicks”. W kolejnych latach prowadził praktykę adwokacką. Następnie wstąpił do Partii Konserwatywnej i z jej ramienia bez powodzenia startował w wyborach w 1900 i 1906 r. Mandat parlamentarny uzyskał dopiero w 1908 r. po wyborach uzupełaniających w okręgu Manchester North West. Pokonał w tych wyborach Winstona Churchilla.
Utracił miejsce w Izbie Gmin po wyborach 1910 r. Rok później wygrał wybory uzupełniające w okręgu Brentford. Od 1918 r. reprezentował Twickenham. W 1919 r. otrzymał tytuł baroneta. W 1922 r. został sekretarzem handlu zamorskiego. W 1923 r. został Paymaster-General. Kiedy w maju 1923 r. nowym premierem został Stanley Baldwin, Joynson-Hicks został członkiem gabinetu jako finansowy sekretarz skarbu. Następnie został poczmistrzem generalnym i ministrem zdrowia. Pozostał na tym stanowisku do upadku konserwatywnego gabinetu w styczniu 1924 r. Po powrocie konserwatystów do władzy w listopadzie 1924 r. Joynson-Hicks został ministrem spraw wewnętrznych.
Partia Konserwatywna utraciła władzę po wyborach 1929 r. Joynson-Hicks odszedł z Izby Gmin. Otrzymał tytuł 1. wicehrabiego Brentford i zasiadł w Izbie Lordów. Pozostał ważną figurą w Partii Konserwatywnej, ale z powodu pogarszającego się stanu zdrowia nie wszedł w skład gabinetu narodowego w 1931 r. Zmarł rok później.
Miał dwóch synów i córkę. Obaj synowie, Richard i Lancelot, nosili tytuły wicehrabiów Brentford.